# Anax concolor
Anax concolor е вид водно конче от семейство Aeshnidae. Видът е незастрашен от изчезване.

## Разпространение
Разпространен е в Аржентина (Мисионес), Бахамски острови, Белиз, Боливия, Бразилия, Венецуела, Гваделупа, Доминика, Доминиканска република, Еквадор, Колумбия, Коста Рика, Куба, Мексико (Веракрус, Гереро, Кампече, Кинтана Ро, Колима, Оахака и Юкатан), Панама, Парагвай, Перу, САЩ (Тексас), Суринам, Френска Гвиана и Ямайка.